# レーシング・ポスト
レーシング・ポスト（Racing Post）は、イギリスの競馬、グレイハウンドレース、スポーツギャンブルを取り扱う日刊新聞、および同名の新聞社である。
1986年4月15日創刊。オーナーはシェイク・モハメド。編集長はトリニティ・ミラー。
現在はレーシングポストチェイスという障害競走がケンプトンパーク競馬場で行われている。